# Rudolf L. Ernst
Rudolf L. Ernst (* 8. Oktober 1940 in Bremen) ist ein deutscher Betriebswirt und er war ein Politiker (FDP) sowie Mitglied der Bremischen Bürgerschaft.

## Biografie
Ernst studierte bis 1966 Betriebswirtschaft an der Deutschen Außenhandels- und Verkehrsschule (DAV) in Bremen. Er war in seiner Jugend als Leichtathlet national erfolgreich. Als angestellter Wirtschaftsprüfer war er in Bremen tätig. 1970 übernahm er eine leitende Stellung in einer Firma in Hannover. 
Er war seit den 1960er Jahren Mitglied der FDP und der Deutschen Jungdemokraten. Bei den DJD war er im Kreisvorstand Bremen und von 1965 bis 1967 im Bundesvorstand aktiv sowie bei der FDP im Kreis- und im Landesvorstand Bremen. 
Von 1967 bis September 1970 war er Mitglied der 7. Bremischen Bürgerschaft und Mitglied verschiedener Deputationen, u. a. für Häfen, Schifffahrt und Verkehr sowie im Untersuchungsausschuss zur Baulandaffäre. Er legte sein Mandat aus beruflichen Gründen nieder, verbunden mit einem Ortswechsel.